# Аллен, Тони (футболист)
Энтони Аллен (англ. Anthony Allen; 27 ноября 1939, Сток-он-Трент, Стаффордшир — 2 декабря 2022, Сток-он-Трент, Западный Мидленд) — английский футболист, игравший за «Сток Сити» в течение 13 сезонов.

## Биография

### Игровая карьера
В возрасте 17 лет Аллен присоединился к клубу второго дивизиона «Сток Сити», став со временем важной частью команды, за которую отыграл 13 сезонов, семь из которых в элите английского футбола.
В октябре 1970 года Аллен перешёл в «Бери», в котором отыграл сезон.
Затем Аллен перешёл в южноафриканский «Хеленник», в котором отыграл два сезона. Затем он вернулся в Англию, где играл в полупрофессиональных командах «Стаффорд Рейнджерс» (1973) и «Нантуич Таун» (1973—1975), в котором закончил карьеру.
За сборную Англии сыграл 3 матча.

### Смерть
Скончался 2 декабря 2022 года в Сток-он-Тренте через 5 дней после 83-летия.